# 阿部正精
阿部 正精（あべ まさきよ）は、江戸時代後期の大名。備後国福山藩の第5代藩主。江戸幕府の幕閣で老中を務めた。阿部家宗家9代。官位は従四位下・侍従。

## 生涯
第4代藩主・阿部正倫の3男として江戸で生まれる。享和3年（1803年）に正倫の隠居により30歳で家督を相続する。
襲封から半年も経たない文化元年（1804年）に奏者番に就任し、同年寺社奉行を兼任する。その後、病を患い寺社奉行を辞任するが、文化7年（1810年）に再任される。文化14年（1817年）、寛政の改革期から通算26年間にわたり幕閣内に残留する老中首座・松平信明が危篤に陥ったため、将軍徳川家斉は密かに幕閣改造を企てる。まず側近の水野忠成を側用人兼務のまま老中格に上げ、続いて正精を寺社奉行から大坂城代、京都所司代を飛び越えさせて老中に抜擢した。これは、家斉が寛政の改革の厳しさを嫌っての人事であり、正精が保守派にとって都合の良い存在であったことが窺える。実際、正精の老中在任中に空前の賄賂政治が横行することになった。
正精の老中在職中の功績として、江戸の範囲を確定したことが挙げられる。それには次のようなエピソードがある。
江戸御府内という言葉があるが、言葉だけが独り歩きして、区画が具体的にどこからどこまで指すのかが不明であった。ある大名から書面で伺い書が出され、正精は文政5年（1822年）12月、朱線で囲った地図とともに次のような通達を出している。これは「書面伺之趣、別紙絵図朱引ノ内ヲ御府内ト相心得候様」というもので、
- 東　…　中川限り
- 西　…　神田上水限り
- 南　…　南品川町を含む目黒川辺
- 北　…　荒川・石神井川下流限り

としたものである。
文政6年（1823年）、正精は病のため老中職を辞し、同9年（1826年）に53歳で藩主在任のまま卒する。
長男の正粹は病気を理由に廃嫡、次男は早世したので、跡は3男・正寧が継いだ。
藩政において正精は、先代・正倫の始めた財政再建を継承し、経費削減と負債償還を目指して特定の豪商・豪農に便宜を図り、藩財政に寄与させ、鞆港（鞆の浦）の整備に力を入れた。しかし、10万両を超えるといわれる負債は利子を返済するのがやっとで、財政の健全化に程遠い状況なのは変わりはなかった。
また、江戸駒込藩邸内に学問所を設置したり、民間救済機関で文化教育に取り組む「福府義倉」を援助し、朱子学者菅茶山に歴史書「福山志料」の編纂を命じているなど、文化政策に熱心であった。そのため、文化の興隆は阿部期の福山藩で最盛期を迎え、自身も多くの書画を残した。

## 年表
- 1774年（安永3年）12月24日生まれ
- 1803年（享和3年）10月5日、福山藩主を継ぐ
- 1804年（文化元年）奏者番
- 1806年（文化3年）寺社奉行兼務
- 1608年（文化5年）寺社奉行兼務を解かれ、奏者番専任に戻る。
- 1810年（文化7年）再び寺社奉行を兼務
- 1817年（文化14年）老中に昇格する
- 1823年（文政6年）老中辞任
- 1826年（文政9年）6月20日死去。享年53。

## 人物像
正精は「英明温恭」にして「克く細民の難苦を察す」る人物であった、と評価されている。また、「寛大」とも評された。これは、先代の父・正倫が百姓一揆（天明大一揆）を防ぎきれなかったことを意識してとられていたのではないか、とも推定されている。

## 系譜
- 父：阿部正倫（1745-1805）
- 母：津軽信寧娘
- 正室：土屋篤直娘
  - 長男：阿部正粹（1795-1836）
- 継室：錫 - 松平頼謙娘
- 室：井出氏
  - 三男：阿部正寧（1809-1870）
- 室：高野貝美子
  - 五男：阿部正弘（1819-1857）
- 生母不明の子女
  - 女子：戸田忠温正室
  - 女子：井上正春正室 - のち松平忠侯継室
  - 女子：久世広周正室

## 森鴎外作品との関わり
森鴎外の史伝小説である『伊澤蘭軒』『北條霞亭』に表題の主人公たちの主君として登場する。ここにその主な登場箇所を挙げる。なお、鴎外からはその号の一つ「棕軒」の名で呼ばれることも多い。また、初登場時のみ「椶軒」の字に作っている。

### 『伊沢蘭軒』[注釈 1]
- 「その二十」初登場、号は「椶軒」、注9には「老中となり清廉をもって聞こえた」とある(p57)。
- 「その二十一」蘭軒の別号「憺甫」の語源となった中国の医学書『素問』の一節を記した幅を伊沢家に贈っている(p57)。
- 「その二十四」享和3年10月6日、家督相続。鴎外は「世子たりし日より、蘭軒を遇すること友人の如くであった」と評す(p66)。
- 「その二十七」文化元年(1804)10月13日に菅茶山が正精の帰国に従って江戸を離れたとある(p76)。
- 「その五十五」伊沢蘭軒の詩集「葌斎詩集」に「棕軒」阿部正精の「評語批点」があり、正精による「閲」の「迹」は文化5年の秋まで見ることができるという(p161)。
- 「その五十六」蘭軒の師・泉豊州の死に際してその墓に題字を贈った人物として登場(p164)。
- 「その五十九」塙保己一から菅茶山に贈られた『群書類従』を福山へ持ち帰る指示を出している(p173)。
- 「その七十七」脚の悪かった蘭軒に対し宴席への出席を免除し、また、近くに召し出す際には「布団籠」を担がせて自身の目の前まで運ばせたという。さらに蘭軒に「蔽膝」(膝おおい)も与えたという(p225～6)。
- 「その八十三」文化12年(1815)12月29日、蘭軒の希望により奥医師から「間職」の表医師に異動させる。但し、それに伴う減俸は免ぜられたという。(p242)。
- 「その八十五」文化13年(1816)5月6日、蘭軒、藩に「轎」(やまかご)に乗る許可を求め秋に神田の阿部家上屋敷にも「轎」に乗って行くことを許される(特に正精個人がこの決定に関わったという記述はなし)。
- 「その九十一」文化14年(1817)の蘭軒の詩により正精が同13年から雅楽を習い始めたことが伝えられる(p263)。
- 「その百二」文化14年(1817)8月25日、「加判の列」に入る(なお、注釈ではこれを「城番の副となって城の警備に当たる」としているが、蘭軒の詩にもある通り老中と解すべきであろう。(p292))。
- 「その百五」文政2年(1819)11月27日、蘭軒を表医師を兼ねながら藩の「儒官」に任じる(p301)。
- 「百十二」文政4年(1821)3月11日、蘭軒の子・榛軒(18歳)柏軒(12歳)の兄弟を「文学出精」により褒賞する(p318)。
- 「その百十六」狩谷棭斎から蘭軒に贈った書簡中に登場する真野松宇の父で鴎外の元を訪ねた真野幸作の曽祖父である真野竹亭が正精の世子時代に「侍読」を務め、正精襲封後は「読書御用」や正精の母・凞徳院の石棺の蓋裏の彫文の選文などを行ったという(p331)。
- 「その百十九」北条霞亭が菅茶山の推薦で阿部家に仕えたことが語られる(p339)。
- 「その百二十五」文政4年(1821)7月28日、蘭軒の長男・榛軒が正精に初お目見得。この際付き添うはずだった蘭軒は足の病で新井仁助が代役を勤める(p353)。
- 「その百二十六」文政4年(1821)11月13日、三男の正寧を嫡子に立て将軍・家斉に謁見。蘭軒はその祝儀として「組合目録」を献上したとある(p356)。
- 「その百二十九」文政5年(1822)10月29日、蘭軒の子・榛軒を呼びつけ「御用」を命じる(p365)。そして「その百三十一」において鴎外はこれを侍医に任官されたものと解している(p365)。
- 「その百三十」蘭軒の三男・柏軒が藩士子弟に素読を授けたことを以て「賞」を与える(p366)。
- 「その百三十三」文政6年(1823)2月17日、蘭軒の三男・柏軒を「文学に精励」したとして「賞詞」を授ける(p374)。
- 「その百三十四」文政6年(1823)10月11日正精、病の故を以て老中辞任。同項には渡辺修二郎の評も載せられそこでは「7年の在任期間中、「公正廉潔」をもって知られ、水野忠成下での賄賂の横行を是とせずに病と称して職を辞した」とある。また、同時期の蘭軒の詩にはここで新たに「小川街」に「邸」を「賜」うとあるが、正精の辞任前後で江戸の地図に描かれた阿部邸の位置には変化がなく鴎外は「福山藩の人に質さなくてはわからない」としている(p379)。
- 「その百三十五」老中辞職に際して詩を読む七律の「癸未以病辞相(きびやまいをもってしょうをじす)、短述攄懐(ちょかいをたんじゅつす)」と絶句の「同前七絶八首」を著す。

七言律詩「半歳寥寥久抱痾(はんさいりょうりょうひさしくやまいをいだく)。
一朝解綬意蹉跎(いっちょうじゅをときいさだたり)。
欲抛人世栄名累(じんせいえいめいのるいをなげうたんとほっするも)。
難奈君恩眷寵多(くんおんけんちょうのおおきをいかんともしがたし)。
庭際霜寒飄老葉(ていさいしもさむくしてろうようをひるがえす)。
池頭秋晩倒枯荷(ちとうしゅうばんこかをたおす)。
回思二十年間夢(おもいをめぐらすにじゅうへんかんのゆめ)。
浩歎匆匆駒隙過(こうたんそうそうとしてくげきのすぐるを)。」
そしてその下に
「甲子(文化元年(1804))蒙典謁之命(奏者番の任命)(かっしてんえつのめいをこうむる)、丙寅(文化3年(1806))兼領祠曹(寺社奉行)(へいいんりょうしそうをかね)、丁丑(文化14年(1817))陞相位(老中)(ていししょういにのぼる)、通前後廿年(ぜんごをつうじにじゅうねん)」と、自己の官歴を記した。
七言絶句
一首目「抛擲世紛半歳余(せいふんをなげうつことはんさいよ)。繩床一臥愛間居(じょうしょうひとへにがしてかんきょをあいす)。解官猶在城門内(かんをとけどもなおじょうもんのうちにあり)。無復邸前停客車(またていぜんかくしゃをとどむるなし)。」
二首目「又。陸雲之癖癖做病(りくうんのへきへきやまいとなる)。一擲功名此挂冠(ひとたびこうみょうをなげうちここにかいかんす)。憶得春秋五十夢(おもいえたりしゅんじゅうごじゅうねんのゆめ)。猶疑身是在邯鄲(なおうたがうみはこれかんたんにあるかと)。」
三首目「又。一年沈痼尚難痊(ひととせこにしづみなおいえがたし)。避位避官本任天(くらいをさけかんをさけもとよりてんにまかす)。縁是君恩深到骨(これによりくんおんふかくこつにいたる)。未能采薬去従仙(いまだくすりをとりてせんにしたがうあたわず)。」
四首目「又。菊砕蘭摧各一時(きくくだけらんほろびおのおのいっとき)。人間変態総如此(じんかんのへんたいすべてかくのごとし)。尚存憂国愛君意(なおそんすゆうこくあいくんのこころ)。毎使夢魂夜夜馳(つねにむこんをしてよよにはせしむ)。」
五首目「又。七年相位夢初醒(しちねんしょういゆめはじめてさむ)。解綬一朝意自寧(じゅをときいっちょうおのずからやすし)。遮莫斯身辞眷寵(さもあらばあれこのみけんにちょうをじし)。儘将風月送余齢(ほしいままにふうげつをともにしてよれいをおくる)。」
六首目「又。病躯却喜出塵寰(びょうくかえってよろこぶじんかんをいづるを)。得告一朝免綴班(つげえたりいっちょうていはんをまぬがるるを)。門外雀羅設猶未(もんがいじゃくらもうくることなおいまだし)。南窓翻帙領清間(なんそうちつをひるがえしせいかんをりょうす)。」
七首目「又。陸癖作痾十月余(りくへきあとなりじっかげつよ)。翻将翰墨付間居(ひるがえってかんぼくをもってかんきょにふせんとす)。看他多少男児輩(たのたしょうのだんじはいをみるに)。何事営営索世誉(なにごとぞえいえいとしてせいよをもとむる)。」
八首目「又。春秋已届五旬齢(しゅんじゅうすでにとどくごじゅんのれい)。病鶴離群似鏃翎(びょうかくぐんをはなるるはぞくれいににたり)。疇昔飛鳴九天上(ちゅうせきひめいすきゅうてんのうえ)。夢魂時復到朝廷(むこんときにまたちょうていにいたる)。」
またこれに応じて菅茶山が作った七言絶句八首が載せられている。ただ主人公の蘭軒はこの時「次韻」の作無く、翌年元日の詩に正精の辞職について触れているという(p379～p382)。
- 「その百五十二」文政6年(1823)、蘭軒に「弘安本孝経」の刊刻版の跋文(あとがき)の執筆を命ずる(p425)。
- 「その百五十四」文政7年(1824)の元日、正精、病を回復したことにより蘭軒そのことを賀する詩を作る。それに対し正精が「次韻」した詩の写しの書幅を福山の田中徳松が所有しているとしてこれを載せる。

「和伊沢信恬(=伊沢蘭軒)甲申元日韻(いざわしんてんこうしんがんじつのいんにわす)。芙蓉積雪映西軒(ふようせきせつせいけんにえいず)。恰是正元対椒尊(あたかもこれせいげんにしょうそんにたいす)。荏苒年光歓病瘉(じんぜんねんこうやまいのいゆるをよろこぶ)。尋常薬物任医論(じんじょうのやくぶつはいろんにまかす)。一声青鳥啼方媚(いっせいのしょうちょうなきてまさにびなり)。幾点白梅花已繁(いくてんのはくばいかすでにしげし)。自値太平和楽日(おのづからたいへいわらくのひにあり)。間身依杖歩林園(かんしんつえによってりんえんをあるく)。」(p431～2)
- 「その百五十七」菅茶山から蘭軒に宛てた書簡の中に「公」として登場する(p439)。
- 「その百五十九」ここでは「その百五十七」での菅茶山の書簡の解説が行われ、「その百三十五」に登場した正精が老中辞職時に詠んだ詩への茶山の次韻が正精に提出されて、正精がこれを称賛したとある(p443)。
- 「その百六十一」北条霞亭が阿部家に召し抱えられた際の考察(p447)
- 「その百六十五」文政7年12月16日、正精嫡男・正寧が従五位下に任官(p456)
- 「その百七十一」文政8年冬に蘭軒に「ゴロフクレン」(西洋のラクダ、羊などの毛織物)を与える(p474)
- 「その百七十四」文政9年6月20日、正精没。正寧跡を継ぐ(p480)。
- 「その二百三十三」享和3年、「その二百十八」からその生涯を追っている池田京水に自身の長男・運之助正粋の診察をさせる[注釈 2](p91)。
- 「その二百三十六」文政8年に生まれた池田京水の7男・程安の名付親となった町野半介の主君

と推測される(p98)。
- 「その二百五十一」弘化2年3月17日に開かれた伊沢蘭軒第17回忌の法会に詩を寄せた真野陶後を文化7年10月5日に御供番として召し出し二人扶持を与え、同10年12月17日には12石の扶持を与え、同11年9月13日には「御簾番下馬纒兼」に任じ、同14年6月5日には家督相続を認め御広間番に任じた(p131)。
- 「その三百四十九」蘭軒の孫・棠軒の娘婿となる津川英琢の父・忠琢が15歳で仕え始めた人物として登場。但し、翌年、死去(p369)。

### 『北条霞亭』『霞亭生涯の末一年』[注釈 3]
『北条霞亭』
- 「その一」前作『伊沢蘭軒』で主人公・伊沢の主君・正精に霞亭が仕えたことについて触れられる(p7)。
- 「その七十」文化11年(1814)、霞亭の師・菅茶山を江戸に召す(p193)。
- 「その七十一」同年5月、江戸に発つ菅茶山の餞別で霞亭が詠んだ詩の中で「聞知明主仁沢多」(聞知す、明主、仁沢多し)と讃えられる(p199)。
- 「その七十五」文化12年(1815)、霞亭に日光東照宮修復の御用を命じられ、その費用の捻出のために領内に御用金を賦課していることが報じられている。
- 「その百七」文化14年(1817)、8月25日、老中に任じられる。北条霞亭は「領内は一統悦候而、祭などいたし候而、郡中にぎやかに候。」と伝える。
- 「その百二十二」文政2年(1819)4月17日、北条霞亭を五人扶持で召し抱え藩校・弘道館において講義させる(p341)。
- 「その百四十」文政4年(1821)4月13日、北条霞亭を江戸に召し出す。18日に霞亭、弟・碧山にそのことを報ず(p401)。
- 「その百四十一」文政4年(1821)6月2日、霞亭、江戸着、阿部正精しばらくこれに引見せず(p405)。
- 「その百四十二」霞亭を正精に対して推薦した人物について考察が加えられる。辞令を携えた使者・太田又太郎の「語」から年寄の山岡治左衛門と推理(p408)。
- 「その百四十三」文政4年(1821)6月13日、霞亭、「大目付格儒官兼奥詰」に任命され、この日より正精の御前講釈に従事することが決まる。またそれに伴い霞亭、正精と初めて対面し、正精は江戸城での務めから戻り休んでいたところだったため「平服」のまま対面。正精、霞亭に対し「兼々ききつたへ候、此度は大儀に存ずる」と挨拶する(p409)。
- 「その百四十五」文政4年(1821)6月27日、霞亭、奥詰として初めての出仕。午後になってから御前講釈を行い、正精から「御麻上下(裃)」を拝領する。霞亭、「是又これまで無之例」と喜ぶ(p417)。
- 「その百五十」霞亭、弟・碧山への手紙に正精から「両度上下(裃)賜り候」のため、必要であれば自分の紋付を送ると伝える(p438)。
- 「その百五十六」岡本花亭、佐渡奉行に任じられた親戚の岡本忠篤に贈る絵図に付す59文字の賛を、霞亭を通し、正精から求める(p462)。
- 「その百五十八」文政5年(1822)年7月7日、霞亭ら宿直の近臣らに索麺(そうめん)を振る舞う(p466)。

『霞亭生涯の末一年』
- 「その二」霞亭の故郷、的矢に伝わる、霞亭が実家に送った書簡を集めた「的矢尺牘」の中にあった「破紙」から文政5年(1822)9月、正精が洲崎の別荘にて作った詩の添削を霞亭に求めたことが分かる。しかし、「毀損」多く全貌を知ることは出来ない。またこの中で正精は「阿精」と称する(p492)。
- 「その三」古賀穀堂から北条霞亭に送った手紙にある、幕政批評の「此上とても閣老(老中)之御威勢に而、鼓舞之道は有之間敷や」という一文を、霞亭の主君で老中の正精への要望と読み解く(p498)。
- 「その八」文政6年(1823)4月2日に霞亭が弟・碧山に宛てた手紙に、「此方御同家」の忍藩主・阿部正権が白河藩に転封させられることを報じた手紙で「此方様」とは阿部正精のことであると解説される(p524)。
- 「その九」文政6年5月に霞亭から弟・碧山に宛てた手紙に「主人」が「御中症」(中風)により屋敷に引きこもりがちとなり、「御退役御願書」を差し出す計画であると告げる(p530)。
- 「その十」「その九」で引いた手紙の解説の中で正精が霞亭の没後になって文政6年(1823)10月11日に老中を辞すことが明かされる(p538)。
- 「その十三」文政6年6月、霞亭、長患いにより「御退役御免」を願ったところ差し止められる(p550)。
- 「その十五」霞亭死す。文政6年(1823)8月17日。その妻・敬に三人扶持を給す。また、霞亭の遺物として故郷・的矢に送られたのは正精の書、杯、瓢箪、衣類だったという(p564～7)。
- 「その十六」文政9年、正精卒して正寧跡を継ぐ(p567)。